# Steve Keen
Steve Keen , né à Sydney le 28 mars 1953, est un économiste hétérodoxe australien, professeur et directeur du 'Département d'Économie, Histoire et Politique' à l'Université Kingston de Londres de 2014 à 2018,. Il est associé au Centre pour le développement de la politique (CPD : Centre for Policy Development (en)).
Post-keynésien et circuitiste, ses derniers travaux consistent à élaborer des modèles mathématiques permettant la simulation de l'instabilité financière. Il est connu du grand public pour sa critique de l'économie néo-classique qu'il considère non scientifique et non étayée par l'expérience. En réponse, plusieurs économistes affirment toutefois que ces démonstrations sont fausses et fondées sur une mauvaise compréhension de la théorie néo-classique  ,. D'autres l'accusent d'avoir déformé les théories marxistes et autrichiennes. (voir section critiques)
Selon Gäel Giraud, il est « l'économiste qui a, le premier et le plus clairement, prévu et donné l'alerte sur l'effondrement de la finance mondiale. Son travail est le plus à même d'empêcher à l'avenir une autre crise financière mondiale ». Il s'agit de la crise de 2007 suivie par la crise économique mondiale des années 2008 et suivantes. Ses prédictions apocalyptiques quant au marché du logement australien après la crise ne se sont toutefois pas réalisées,, ce qu'il a lui même admis.

## Biographie
Steve Keen naît en 1953 à Sydney. Son père était directeur de banque. Steve Keen obtient le Baccalauréat ès lettres en 1974, ainsi que celui de Droit en 1976, l'un et l'autre à l'université de Sydney. Il obtient ensuite un diplôme d'enseignement au Teachers College de Sydney (Sydney Teachers College) en 1977.
En 1990, il passe une maîtrise de commerce avec les honneurs en Économie et histoire économique à l'université de Nouvelle-Galles du Sud, où il dirige le département "Économie, histoire et politique". Il obtient son doctorat en philosophie économique à l'Université de la Nouvelle-Galles du Sud (University of New South Wales)

## Publications scientifiques
Selon RePEc, Steve Keen a publié 24 articles dans des revues à comité de lecture. Il totalise 331 citations et son indice h est de 8,. La revue dans laquelle il a le plus publié (3 articles) est la Review of Keynesian Economics dont le facteur d'impact est de 0.35,.

## Post-keynésien
Il se définit lui-même comme « post-keynésien ».
Il est l'auteur de Debunking Economics:The Naked Emperor Dethroned?, paru en 2001 qui dénonce la pensée économique dominante, l'école néo-classique, jugée « irréaliste » et déconnectée des réalités, aboutissant à une analyse erronée de la situation économique actuelle. Le livre suscite de nombreux débats dès sa parution en Angleterre et en Australie, et longtemps après, et notamment à chacune de ses mises à jour. Sa traduction française, L'imposture économique, parue en octobre 2014 aux Éditions de l'Atelier, est dirigée par Gaël Giraud, qui en a assuré également la préface. Steve Keen a présenté son livre à Paris le 8 octobre 2014.
Steve Keen a reçu le prix d'économie décerné par la Real-World Economics Review.
Professeur d'économie et de finance, il enseigne à Londres, à l'université de Kingston, où il dirige le département « Économie, histoire et politique ».

## Œuvres

### Instabilité financière et endettement
La majeure partie du travail récent de Steve Keen porte sur la recherche d'une modélisation de l'hypothèse de l'instabilité financière de Hyman Minsky et de la déflation par la dette d'Irving Fisher,. L'hypothèse prédit qu'une trop grande dette par rapport au PIB peut provoquer la déflation et la dépression. Dans ce cas, le résultat est une chute des prix alors que la dette reste en constante augmentation. De plus, une poursuite d'une politique de tentative de désendettement entraîne dans ce cas, une augmentation du taux de déflation de sorte que la dette et la déflation interagissent entre elles en créant une spirale de déflation par la dette. Le résultat est une dépression. Steve Keen fait valoir que la crise économique mondiale actuelle est le résultat d'une dette trop importante.

### Critique de la théorie néo-classique de l'entreprise
Le travail de Steve Keen s'est aussi concentré sur la réfutation de la théorie néo-classique qui affirme que les entreprises donnent au « revenu marginal » une valeur égale au « coût marginal ». Steve Keen note que la recherche empirique trouve que les entreprises ont bien établi le prix du « coût marginal» précité, mais qu'elles majorent souvent leur tarification (« coût marginal » + plus tarification) augmentant ainsi le « revenu marginal », ceci étant à comparer avec les recherches d’Alfred Eichner, post-keynésien, qui lui aussi a traité de cette situation.
Il cite Eiteman & Guthrie, qui ont trouvé 89 % d'entreprises dont le prix final intégrait une tarification s'ajoutant au « coût marginal » en entraînant ainsi une augmentation du « revenu marginal », ou encore le travail plus récent de Alan Blinder.
L'article de Steve Keen « Profit maximization, industry structure, and competition » a provoqué une production d’antithèses, notamment celle de Paul Anglin.

### L'imposture économique de la théorie néoclassique
Traduction de la version anglaise & partie de la quatrième de couverture.

« L’imposture économique est la traduction française du livre « coup de poing » de Steve Keen paru sous le titre de « Debunking Economics ». »

« Steve Keen y développe une critique systématique de la pensée économique néo-classique dominante. Loin de se contenter d’en dénoncer l’irréalisme ou les biais idéologiques, et le dogmatisme, il dévoile de l’intérieur les graves incohérences des fondements logiques de l’économie orthodoxe, montrant que celle-ci ne parvient à se perpétuer que parce que les étudiants en économie sont maintenus dans l’ignorance des lacunes de leur discipline. »

« Cet ouvrage, « fondateur » pour l’économiste Gaël Giraud (qui a assuré la direction scientifique de la traduction et en a signé la préface), démonte une à une les grandes pièces de l’édifice dogmatique : aucune des théories qui composent le « dur » de l’économie universitaire depuis la fin du XIXe siècle ne résiste à l’analyse, depuis la microéconomie du consommateur jusqu’à la théorie néokénésienne de la déflation, en passant par l’efficience des marchés financiers et la théorie du capital. Et, sur les ruines de l’orthodoxie défaite, Steve Keen jette les bases solides d’une « autre économie », suggérant d’autres manières beaucoup plus cohérentes et scientifiques, de penser l’économie. »

— Extrait de la quatrième de couverture de « L’imposture économique »
Steve Keen a tenté de contrer la théorie de Karl Marx (dans sa vision pré-1857) dans une perspective post-keynésienne en faisant valoir que les machines peuvent ajouter plus de valeur au terme de leur durée de vie que la valeur totale de leur dépréciation, comme, la valeur totale de la production de saucisses au cours de la vie active d'une machine pourrait être plus grande que la valeur de cette dernière. La dépréciation qu’elle implique était le point faible du système de comptabilité social de Karl Marx dès le début. De même façon que John Roemer, Steve Keen fait valoir que tous les facteurs de production peuvent ajouter une nouvelle valeur au produit final.
Steve Keen soutient que l’économie néo-classique est un programme de recherche qui n’a d’objet que la protection d’hypothèses mineures en permettant ainsi de pouvoir soustraire à la critique l’essentiel des croyances fondamentales sur lesquelles se base cette économie.
Sa notoriété mondiale est issue de ses travaux lui permettant de conjecturer que : « Je ne souhaite pas qu'une crise économique s'abatte sur le monde moderne, mais je considère que celle-ci est bel et bien en gestation du fait des processus cumulatifs décrits dans [deux chapitres du livre]. Si une telle crise finissait par arriver - alors même que la théorie économique néoclassique la considère impossible -, la science économique serait alors de nouveau soumise à un examen critique rigoureux ».

## Théories et écoles alternatives
Pour l'auteur, contrairement au « no alternative » des néoclassiques, 

« Outre l'économie marxienne, il existe plusieurs écoles de pensée alternatives à la théorie néo-classique : 
- L'école autrichienne, qui partage plusieurs caractéristiques avec l'école néoclassique, hormis sa dévotion servile au concept d'équilibre,
- L'école post-keynésienne (Keynes et Kalecki), hautement critique, qui souligne l'importance fondamentale de l'incertitude,
- L'école sraffienne qui repose sur le concept de Sraffa de production des marchandises par des marchandises,
- La théorie de la complexité et l'éconophysique qui appliquent les techniques de la dynamique non linéaire, de la théorie du chaos et de la physique,
- L'école évolutionnaire, qui traite l'économie comme un système évolutionniste. »

Pour l'auteur, « Aucune de celles-ci n’est à l’heure actuelle [2011] assez forte ou assez complète pour pouvoir être déclarée candidat au titre d’une théorie économique du XXIe siècle. [.], elles disposent d'atouts dans des domaines où l'économie néoclassique est fondamentalement défectueuse, et il existe également un nombre important de rencontre fertiles entre ces théories. [.], je peux imaginer une économie du XXIe siècle représentant un mélange des cinq [alternatives], qui présentera une [] pertinence pour étudier le fonctionnement d'une économie capitaliste moderne. ».

## Projet de logiciel Minsky
Récemment, Steve Keen a lancé un projet de simulateur appelé Minsky, un programme informatique destiné à effectuer des simulations dynamiques de modèles économiques. Il envisage d’utiliser ce logiciel à des fins de pédagogie et de recherche.
Le financement de la première phase de développement a été consolidée par une subvention de la recherche académique.
En février 2013, Steve Keen lance un projet de financement participatif (crowdfunding) sur le site de Kickstarter en permettant ainsi au public de contribuer financièrement au projet afin de permettre à ce dernier de pouvoir atteindre un nouveau niveau de développement. Dans les premières vingt-quatre heures, 15% de l’objectif est obtenu. Depuis, celui de 50.000$ a été atteint.

## Critiques
Certains commentateurs soutiennent que Steve Keen n'a pas démontré ce qu'il prétend, qu'il dénature la théorie économique, et que les résultats qu’il obtient de l’application des mathématiques est erronée. Notamment, Chris Auld, économiste et économètre canadien, démontre que la critique de Keen du modèle de concurrence pure et parfaite est fondée sur des erreurs mathématiques. Il démontre formellement qu'inclure l'impact de chaque firme sur la production et donc le prix ne mène pas à une situation équivalente à celle du monopole, comme Keen l'affirme. D'autre part, il l'accuse de mal comprendre la microéconomie néo-classique, dans laquelle l'égalité revenu marginal et coût marginal ne se vérifie pas uniquement dans le cas d'un monopole, contrairement à ce que le postkeynésien affirme. Troisièmement, il conteste l'affirmation de Keen selon laquelle l'économie moderne n'emploie pas de modèles dynamiques. À partir d'exemples, dont certains issus de manuel de premier cycle, il montre que cela est faux. Enfin, il expose les failles mathématiques du modèle dynamique proposé par Keen.
Matthijs Krul, alors qu’il considère comme globalement exacte sa critique de la synthèse néoclassique, soutient que Steve Keen, dénature le point de vue de Karl Marx dans « Debunking Economics » ainsi que dans son travail antérieur, lorsqu'il affirme que dans la production de matière première, la machine produit plus de valeur que ce qu'elle coûte. 
Les économistes autrichiens Robert P. Murphy et Gene Callahan, critiquent le livre de 2001 de Steve Keen, en déclarant que le « travail souffre d'un grand nombre de défauts dont il en accuse le courant dominant ». Ils affirment également que la majeure partie de son travail est « idéologiquement motivée, tout en critiquant l'économie néoclassique d’être idéologique ». Mais, ils louent sa critique de la concurrence parfaite, et son chapitre sur la dynamique contre les modèles statiques, alors qu'ils critiquent ses tentatives de théoriser la valeur objective en prétendant que sa compréhension de l'interprétation autrichienne de la loi de Say est erronée.

## Engagements
Il soutient en 2018 le collectif européen Pacte Finance Climat, destiné à promouvoir un traité européen en faveur d'un financement pérenne de la transition énergétique et environnementale pour lutter contre le réchauffement climatique.

## Publications

### en anglais
- Debunking Economics : The Naked Emperor Dethroned?, Zed Books Ltd, 2001, 352 p. (ISBN 978-1-85649-992-7, lire en ligne)

### traduction en français
- L'imposture économique [« Debunking Economics:The Naked Emperor Dethroned? »] (trad. de l'anglais), Ivry-sur-Seine, Éditions de l'Atelier, 2014, 532 p. (ISBN 978-2-7082-4277-7)
- Pouvons-nous éviter une autre crise financière ? [Can We Avoid Another Financial Crisis ?] (trad. de l'anglais), Les liens qui libèrent, 2017, 192 p.